# Список островов Северной Македонии
Список островов Северной Македонии насчитывает озёрные и речные острова, поскольку Северная Македония не имеет выхода к морю. Крупнейшим островом в стране является Голем Град, находящийся в озере Преспа. Площадь острова составляет 0,18 км². Это единственный остров в естественном озере (остальные находятся в искусственных водоёмах). По последним данным учёных, в Северной Македонии формально можно насчитать 13 островов (территории площадью более 1 га, окружённые со всех сторон водой).

## Озёрные острова

### Дебарское озеро
- Большой Дебар и Малый Дебар (41°27′43″ с. ш. 20°31′58″ в. д.HGЯO)

### Калиманци
- Калата (летом полуостров)[2] (41°59′06″ с. ш. 22°35′25″ в. д.HGЯO)

### Преспа
- Голем Град (Змеиный остров) (40°52′ с. ш. 20°59′ в. д.HGЯO)

### Тиквешское озеро
- Градиште[3] (41°23′12″ с. ш. 21°57′06″ в. д.HGЯO)
- Безымянный остров у побережья Брушани (община Кавадарци) (41°23′52″ с. ш. 21°57′06″ в. д.HGЯO)
- Безымянный остров у побережья Драдни (община Кавадарци) (41°23′37″ с. ш. 21°56′34″ в. д.HGЯO)
- Безымянный остров у истока реки Блаштица[4](41°16′04″ с. ш. 21°56′57″ в. д.HGЯO)

## Речные острова
Речные острова находятся в основном в реке Вардар, которая протекает из центра на юг страны (41°11′46″ с. ш. 22°32′14″ в. д.):
- Яниташ (Велес)
- Адата (община Валандово)